# Johannes Sobotta
Robert Heinrich Johannes Sobotta, född 31 januari 1869 i Berlin, död 20 april 1945 i Bonn, var en tysk anatom. 
Sobotta blev 1916 professor i anatomi vid Königsbergs universitet och var 1919–35 professor vid Bonns universitet. Han gjorde sig känd för flera företrädesvis embryologiska undersökningar, såsom Reifung und Befruchtung des Eies der Maus (1895) och Befruchtung des Eies von Amphioxus lanceolatus (1897). Han utgav dessutom mycket använda hand- och läroböcker i anatomi.